# Team Liv-Plantur/Saison 2016
Dieser Artikel listet den Kader und die Erfolge des UCI Women’s Teams Liv-Plantur in der Straßenradsport-Saison 2016.

## Mannschaft
| Teamkader 2016    | Teamkader 2016    | Teamkader 2016         | Teamkader 2016                          |
| Name              | Geburtsdatum      | Land                   | Vorheriges Team                         |
| ----------------- | ----------------- | ---------------------- | --------------------------------------- |
| Leah Kirchmann    | 30. Juni 1990     | Kanada                 | Optum-Kelly Benefit Strategies (2015)   |
| Floortje Mackaij  | 18. Oktober 1995  | Niederlande            |                                         |
| Riejanne Markus   | 1. September 1994 | Niederlande            | Parkhotel Valkenburg Continental (2015) |
| Sara Mustonen     | 8. Februar 1981   | Schweden               | Faren-Kuota (2013)                      |
| Rozanne Slik      | 21. April 1991    | Niederlande            | Parkhotel Valkenburg Continental (2015) |
| Julia Soek        | 12. Dezember 1990 | Niederlande            | Sengers (2013)                          |
| Kyara Stijns      | 9. Oktober 1995   | Niederlande            |                                         |
| Sabrina Stultiens | 8. Juli 1993      | Niederlande            | Rabo Liv Women (2014)                   |
| Carlee Taylor     | 15. Februar 1989  | Australien             | Lotto Soudal Ladies (2015)              |
| Molly Weaver      | 15. März 1994     | Vereinigtes Königreich | Matrix Fitness Pro Cycling (2015)       |
|                   |                   |                        |                                         |
| Quelle: UCI       |                   |                        |                                         |

## Erfolge
- Drentse 8: Leah Kirchmann
- Prolog Giro d’Italia Femminile: Leah Kirchmann